# Chehinez Jemi
Chehinez Jemi, née le 29 avril 1997, est une karatéka tunisienne.

## Carrière
Chehinez Jemi est médaillée de bronze en kumite individuel des plus de 68 kg et médaillée d'or en kumite par équipe aux championnats d'Afrique 2017.
Elle remporte la médaille d'or en kumite individuel des plus de 68 kg et la médaille d'argent en kumite par équipe aux championnats d'Afrique 2019.
Elle obtient la médaille d'or en kumite individuel des plus de 68 kg lors des Jeux africains de 2019 à Rabat.
Aux championnats d'Afrique 2021 au Caire, elle est médaillée d'or en kumite individuel des plus de 68 kg et médaillée de bronze en kumite par équipes.
Elle obtient la médaille de bronze en kumite individuel des plus de 68 kg lors des Jeux méditerranéens de 2022 à Oran, des Jeux de la solidarité islamique de 2021 à Konya ainsi qu'aux Jeux mondiaux de 2022 à Birmingham.
Aux championnats d'Afrique 2023 à Casablanca, elle est médaillée de bronze en kumite individuel des plus de 68 kg ainsi que médaillée de bronze en kumite par équipes.
En mars 2024, elle est médaillée de bronze en kumite individuel des plus de 68 kg aux Jeux africains à Accra.